# Verzorgingsplaats Galgeveld
Verzorgingsplaats Galgeveld is een Nederlandse verzorgingsplaats, gelegen aan de westzijde van A27 Almere-Breda tussen afritten 17 en 16 in de gemeente Oosterhout.
De verzorgingsplaats is vernoemd naar het naastgelegen gebied 'Galgeveld'. 
Aan de andere kant van de snelweg ligt even verderop de verzorgingsplaats Kalix Berna.
Richting Almere:
Kalix Berna · 
De Keizer · 
Blommendaal · 
De Knoest · 
Voordaan · 
Eemakker
Richting Breda:
't Veentje · 
Nijpoort · 
De Kroon · 
Scheiwijk · 
Hank · 
Galgeveld